# Batopedina tenuis
Batopedina tenuis är en måreväxtart som först beskrevs av Auguste Jean Baptiste Chevalier, John Hutchinson och John McEwan Dalziel, och fick sitt nu gällande namn av Bernard Verdcourt. Batopedina tenuis ingår i släktet Batopedina och familjen måreväxter. Inga underarter finns listade i Catalogue of Life.